# Zollparlamentswahl 1868

Die Ergebnisse der Zollparlamentswahl nach Wahlkreisen. Die Nummerierung der Wahlkreise entspricht der der Tabelle. Mitabgebildet sind die Wahlergebnisse im Norddeutschen Bund, wo schon im Vorjahr gewählt wurde.

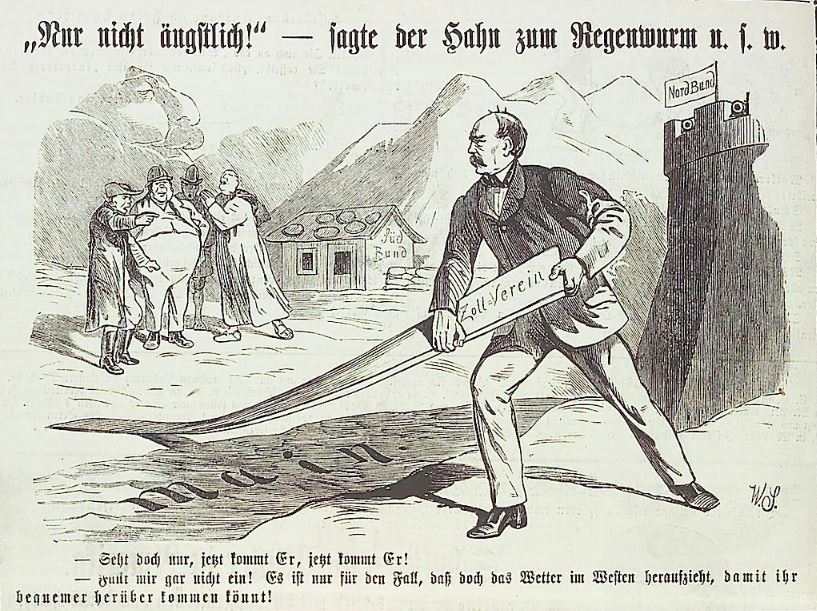
Durch die Zollparlamentswahl 1868 überwindet Bismarck die Mainlinie

Die Zollparlamentswahl 1868 fand in Bayern, Württemberg und Baden sowie im Südteil des Großherzogtums Hessen an verschiedenen Tagen im Februar und März des Jahres 1868 statt. Bei dieser Wahl wurden 85 süddeutsche Abgeordnete für das deutsche Zollparlament gewählt. Die Länder des Norddeutschen Bundes wurden im Zollparlament durch die 297 Abgeordneten vertreten, die bereits im August 1867 bei der Wahl zum Reichstag des Norddeutschen Bundes gewählt worden waren und nun automatisch auch Abgeordnete des Zollparlaments wurden. Insgesamt umfasste das Zollparlament somit 382 Abgeordnete.

## Ergebnis
- SDAP: 6
- Sonst.: 12
- BKV: 21
- Minderheiten: 12
- Unabh. Lib.: 9
- DFP: 43
- FV: 15
- LRP: 17
- NLP: 97
- Z: 5
- Württemberg: 8
- BP: 28
- Unabh. Kons.: 7
- DRP: 36
- KP: 66

- Sonst.: 8
- DFP: 14
- FV: 2
- LRP: 2
- NLP: 16
- Z: 5
- Württemberg: 8
- BP: 28
- DRP: 2

- SDAP: 6
- Sonst.: 4
- BKV: 21
- Minderheiten: 12
- DFP: 29
- FV: 13
- Unabh. Lib.: 9
- LRP: 15
- NLP: 81
- DRP: 34
- Unabh. Kons.: 7
- KP: 66

Insgesamt siegten die Gegner einer kleindeutschen Lösung unter preußischer Führung. Insbesondere in Bayern und Württemberg zeigte sich diese Tendenz. In Baden und in Hessen siegten die preußenfreundlichen Nationalliberalen. Die wichtigste politische Konsequenz der Wahl war, dass im Zollparlament die Gegner der Politik Otto von Bismarcks über eine Mehrheit verfügten.

## Gewählte Abgeordnete
In jedem der insgesamt 85 süddeutschen Wahlkreise wurde nach absolutem Mehrheitswahlrecht ein Abgeordneter gewählt. Wenn kein Kandidat im ersten Wahlgang die absolute Mehrheit erreichte, wurde eine Stichwahl zwischen den beiden bestplatzierten Kandidaten durchgeführt. Eine vollständige Darstellung der Wahlergebnisse nach Parteien bzw. eine eindeutige parteipolitische Zuordnung aller Kandidaten ist nicht überliefert.

### Bayern
Das Königreich Bayern entsandte 48 Abgeordnete ins Zollparlament. Ende der 1860er-Jahre konkurrierten in Bayern zwei politische Lager:
- die konservativen, katholischen und großdeutsch orientierten Kräfte, die der kleindeutschen Politik Otto von Bismarcks ablehnend gegenüberstanden und aus denen 1869 die Bayerische Patriotenpartei hervorging
- die in der Bayerischen Fortschrittspartei organisierten Liberalen, die einen zügigen Beitritt Bayerns zum Norddeutschen Bund als Schritt zu einer kleindeutschen Einigung befürworteten

Die Wahl in Bayern am 10. Februar 1868 erbrachte einen eindeutigen Sieg der preußenfeindlichen „Patrioten“, die etwa doppelt so viele Sitze gewinnen konnten wie die Liberalen. Eine dritte Gruppe von Abgeordneten war keinem der beiden Lager eindeutig zuzuordnen. Die folgende Liste enthält die 48 bayerischen Wahlkreise mit den gewählten Abgeordneten und ihrer politischen Richtung.
| Oberbayern    | Oberbayern                                                                                                   | Oberbayern                                                                 | Oberbayern   | Oberbayern |
| ------------- | --- | -------------------------------------------------------------------------- | ------------ | ---------- |
| 1             | München I (Altstadt, Lehel, Maxvorstadt)                                                                     | Gustav von Schlör                                                          | fraktionslos |            |
| 2             | München II (Isarvorstadt, Ludwigsvorstadt, Au, Haidhausen, Giesing), München-Land, Starnberg, Wolfratshausen | Franz Kester                                                               | fraktionslos |            |
| 3             | Aichach, Friedberg, Dachau, Schrobenhausen                                                                   | Carl von Meixner                                                           | Patriot      |            |
| 4             | Ingolstadt, Freising, Pfaffenhofen                                                                           | Peter Karl von Aretin                                                      | Patriot      |            |
| 5             | Wasserburg, Erding, Mühldorf                                                                                 | Andreas Freytag                                                            | Patriot      |            |
| 6             | Weilheim, Werdenfels, Bruck, Landsberg, Schongau                                                             | Karl von Eichthal                                                          | fraktionslos |            |
| 7             | Rosenheim, Ebersberg, Miesbach, Tölz                                                                         | Max von Neumayr                                                            | Patriot      |            |
| 8             | Traunstein, Laufen, Berchtesgaden, Altötting                                                                 | Wilhelm von Thüngen                                                        | Patriot      |            |
| Niederbayern  | |                                                                            |              |            |
| 1             | Landshut, Dingolfing, Vilsbiburg                                                                             | Karl von Ow                                                                | Patriot      |            |
| 2             | Straubing, Bogen, Landau, Vilshofen                                                                          | Joseph Lukas                                                               | Patriot      |            |
| 3             | Passau, Wegscheid, Wolfstein, Grafenau                                                                       | Adolf Krätzer                                                              | Patriot      |            |
| 4             | Pfarrkirchen, Eggenfelden, Griesbach                                                                         | Joseph Bucher                                                              | Patriot      |            |
| 5             | Deggendorf, Regen, Viechtach, Kötzting                                                                       | Aloys Hafenbrädl                                                           | Patriot      |            |
| 6             | Kelheim, Rottenburg, Mallersdorf                                                                             | Johann Nepomuk Sepp                                                        | Patriot      |            |
| Pfalz         | |                                                                            |              |            |
| 1             | Speyer, Ludwigshafen, Frankenthal                                                                            | Ludwig Römmich                                                             | Patriot      |            |
| 2             | Landau, Neustadt an der Haardt                                                                               | Ludwig Andreas Jordan                                                      | NLP          |            |
| 3             | Germersheim, Bergzabern                                                                                      | Ferdinand von Soyer Nachwahl 1869: Julius Petersen                         | DFP          |            |
| 4             | Zweibrücken, Pirmasens                                                                                       | Georg Adolf Schwinn                                                        | NLP          |            |
| 5             | Homburg, Kusel                                                                                               | Joseph Benzino                                                             | DFP          |            |
| 6             | Kaiserslautern, Kirchheimbolanden                                                                            | Georg Friedrich Kolb                                                       | linksliberal |            |
| Oberpfalz     | |                                                                            |              |            |
| 1             | Regensburg, Burglengenfeld, Stadtamhof                                                                       | Johann Michael Diepolder                                                   | Patriot      |            |
| 2             | Amberg, Nabburg, Sulzbach, Eschenbach                                                                        | Joseph Gürster                                                             | Patriot      |            |
| 3             | Neumarkt, Velburg, Hemau                                                                                     | Josef Edmund Jörg                                                          | Patriot      |            |
| 4             | Neunburg, Waldmünchen, Cham, Roding                                                                          | Karl von Schrenck von Notzing                                              | Patriot      |            |
| 5             | Neustadt a. d. Waldnaab, Vohenstrauß, Tirschenreuth                                                          | Albert Wild                                                                | Patriot      |            |
| Oberfranken   | |                                                                            |              |            |
| 1             | Hof, Naila, Rehau, Münchberg                                                                                 | Friedrich Jansen                                                           | NLP          |            |
| 2             | Bayreuth, Wunsiedel, Berneck                                                                                 | Friedrich Feustel                                                          | NLP          |            |
| 3             | Forchheim, Kulmbach, Pegnitz, Ebermannstadt                                                                  | Chlodwig zu Hohenlohe-Schillingsfürst                                      | fraktionslos |            |
| 4             | Kronach, Staffelstein, Lichtenfels, Stadtsteinach, Teuschnitz                                                | Karl Pfretzschner                                                          | DFP          |            |
| 5             | Bamberg, Höchstadt                                                                                           | Eugen Schneider                                                            | Altliberal   |            |
| Mittelfranken | |                                                                            |              |            |
| 1             | Nürnberg | Carl Crämer                                                                | DFP          |            |
| 2             | Erlangen, Fürth, Hersbruck                                                                                   | Heinrich Marquardsen                                                       | DFP          |            |
| 3             | Ansbach, Schwabach, Heilsbronn                                                                               | Franz August Schenk von Stauffenberg                                       | DFP          |            |
| 4             | Eichstätt, Beilngries, Weissenburg                                                                           | Georg Arbogast von und zu Franckenstein                                    | Patriot      |            |
| 5             | Dinkelsbühl, Gunzenhausen, Feuchtwangen                                                                      | Otto Erhard                                                                | DFP          |            |
| 6             | Rothenburg ob der Tauber, Neustadt an der Aisch                                                              | Marquard Adolph Barth                                                      | DFP          |            |
| Unterfranken  | |                                                                            |              |            |
| 1             | Aschaffenburg, Alzenau, Obernburg, Miltenberg                                                                | Heinrich Karl Kurz                                                         | Patriot      |            |
| 2             | Kitzingen, Gerolzhofen, Ochsenfurt, Volkach                                                                  | Hermann von und zu Guttenberg                                              | fraktionslos |            |
| 3             | Lohr am Main, Karlstadt, Hammelburg, Marktheidenfeld, Gemünden am Main                                       | Carl Franz Wilhelm Edel                                                    | fraktionslos |            |
| 4             | Neustadt an der Saale, Brückenau, Mellrichstadt, Königshofen, Kissingen                                      | Friedrich von Luxburg Nachwahl 1868: Ludwig von Zu Rhein                   | Altliberal   |            |
| 5             | Schweinfurt, Haßfurt, Ebern                                                                                  | Kaspar Meder                                                               | Patriot      |            |
| 6             | Würzburg | Friedrich von Zu Rhein                                                     | Patriot      |            |
| Schwaben      | |                                                                            |              |            |
| 1             | Augsburg, Wertingen                                                                                          | Karl Barth                                                                 | Patriot      |            |
| 2             | Donauwörth, Nördlingen, Neuburg                                                                              | Aloys von Arco-Stepperg                                                    | Patriot      |            |
| 3             | Dillingen, Günzburg, Zusmarshausen                                                                           | Maximilian von und zu Arco-Valley                                          | Patriot      |            |
| 4             | Illertissen, Neu-Ulm, Memmingen, Krumbach                                                                    | Karl Maria von Aretin Nachwahl Mai 1868: Maximilian von Seinsheim-Grünbach | fraktionslos |            |
| 5             | Kaufbeuren, Mindelheim, Oberdorf, Füssen                                                                     | Jakob Miller                                                               | Patriot      |            |
| 6             | Immenstadt, Sonthofen, Kempten, Lindau                                                                       | Joseph Völk                                                                | DFP          |            |

### Baden
Die Wahl im Großherzogtum Baden fand am 22. Februar 1868 statt. Nationalliberale kleindeutsch orientierte Abgeordnete gewannen acht Sitze; großdeutsch orientierte Katholiken und Konservative sechs Sitze. Die folgende Liste enthält die 14 badischen Wahlkreise mit den gewählten Abgeordneten und ihrer politischen Richtung.
| 1  | Konstanz, Überlingen, Stockach, Meßkirch                   | Roderich von Stotzingen    | großdeutsch-konservativ |  |
| 2  | Donaueschingen, Villingen, Neustadt im Schwarzwald         | Ludwig Kirsner             | NLP                     |  |
| 3  | Waldshut, Säckingen, Jestetten                             | Joseph Hebting             | NLP                     |  |
| 4  | Lörrach, Müllheim, Staufen, Breisach am Rhein              | Franz von Roggenbach       | NLP                     |  |
| 5  | Freiburg, Emmendingen, Waldkirch                           | Eduard Fauler              | NLP                     |  |
| 6  | Lahr, Offenburg, Kenzingen, Ettenheim                      | Franz Roßhirt              | klerikal                |  |
| 7  | Wolfach, Triberg, Gengenbach, Oberkirch, Achern            | Otto Dahmen                | klerikal                |  |
| 8  | Rastatt, Bühl, Baden-Baden, Kehl                           | Jakob Lindau               | klerikal                |  |
| 9  | Pforzheim, Ettlingen, Gernsbach, Durlach                   | August Dennig              | NLP                     |  |
| 10 | Karlsruhe, Bruchsal                                        | Ernst von Göler-Ravensburg | großdeutsch-konservativ |  |
| 11 | Mannheim, Schwetzingen, Wiesloch, Philippsburg             | Heinrich Christian Diffené | NLP                     |  |
| 12 | Heidelberg, Buchen, Weinheim, Eberbach                     | Gustav Herth               | NLP                     |  |
| 13 | Bretten, Sinsheim, Eppingen, Mosbach                       | Johann Caspar Bluntschli   | NLP                     |  |
| 14 | Tauberbischofsheim, Wertheim, Adelsheim, Boxberg, Walldürn | Ferdinand Bissing          | klerikal                |  |

### Großherzogtum Hessen
Die Wahl in den Provinzen Rheinhessen und Starkenburg des Großherzogtums Hessen fand am 28. Februar 1868 statt. Die Provinz Oberhessen gehörte zum Norddeutschen Bund und hatte bereits 1867 drei Abgeordnete für den Reichstag des Norddeutschen Bundes gewählt, die automatisch auch Mitglieder des Zollparlaments wurden. In Hessen siegte 1868 die nationalliberale und bismarckfreundliche Richtung. Die folgende Liste enthält die sechs hessischen Wahlkreise mit den 1868 gewählten Abgeordneten.
| 4 | Darmstadt, Groß-Gerau                              | August Fabricius    | FKV |  |
| 5 | Offenbach, Dieburg                                 | August Kugler       | NLP |  |
| 6 | Erbach, Bensheim, Lindenfels, Neustadt im Odenwald | Franz Fink          | FKV |  |
| 7 | Worms, Heppenheim, Wimpfen                         | Johann Pfannebecker | NLP |  |
| 8 | Mainz, Oppenheim                                   | Ludwig Bamberger    | NLP |  |
| 9 | Bingen, Alzey                                      | August Metz         | NLP |  |

### Württemberg
Die Wahl im Königreich Württemberg fand am 24. März 1868 statt. Es siegten ausschließlich antipreußische und großdeutsch orientierte Abgeordnete. Die kleindeutsch und nationalliberal orientierte Deutsche Partei konnte keinen einzigen Sitz gewinnen. Die folgende Liste enthält die 17 württembergischen Wahlkreise mit den gewählten Abgeordneten.
| 1  | Ravensburg, Tettnang, Wangen, Leutkirch         | Constantin Franz von Neurath                 | fraktionslos-großdeutsch |  |
| 2  | Waldsee, Saulgau, Riedlingen, Ehingen           | Rudolf Probst                                | klerikal                 |  |
| 3  | Ulm, Laupheim, Biberach                         | Albert Schäffle Nachwahl 1869: August Becher | fraktionslos             |  |
| 4  | Blaubeuren, Kirchheim, Urach                    | Karl von Varnbüler                           | fraktionslos-großdeutsch |  |
| 5  | Gmünd, Göppingen, Geislingen, Heidenheim        | Karl Freisleben                              | DtVP                     |  |
| 6  | Esslingen, Nürtingen, Schorndorf, Welzheim      | Karl Deffner                                 | linksliberal             |  |
| 7  | Aalen, Neresheim, Ellwangen, Gaildorf           | Moritz Mohl                                  | fraktionslos-großdeutsch |  |
| 8  | Gerabronn, Crailsheim, Mergentheim              | Hermann von Mittnacht                        | großdeutsch-konservativ  |  |
| 9  | Öhringen, Weinsberg, Künzelsau                  | Gottlob Tafel                                | DtVP                     |  |
| 10 | Heilbronn, Brackenheim, Besigheim, Maulbronn    | Karl Reibel                                  | fraktionslos-großdeutsch |  |
| 11 | Hall, Backnang, Marbach, Vaihingen              | August Oesterlen                             | DtVP                     |  |
| 12 | Cannstatt, Ludwigsburg, Leonberg, Waiblingen    | Johann Friedrich Ramm                        | fraktionslos-großdeutsch |  |
| 13 | Stuttgart                                       | Rudolf Knosp                                 | fraktionslos-großdeutsch |  |
| 14 | Nagold, Calw, Böblingen, Neuenbürg              | Georg Martin Doertenbach                     | fraktionslos-großdeutsch |  |
| 15 | Reutlingen, Tübingen, Rottenburg                | Friedrich Ammermüller                        | DtVP                     |  |
| 16 | Freudenstadt, Horb, Oberndorf, Herrenberg, Sulz | Wilhelm Erath                                | DtVP                     |  |
| 17 | Balingen, Rottweil, Tuttlingen, Spaichingen     | Wilhelm Vayhinger                            | fraktionslos-großdeutsch |  |